# Brixia moramangensis
Brixia moramangensis är en insektsart som beskrevs av Synave 1965. Brixia moramangensis ingår i släktet Brixia och familjen kilstritar. Inga underarter finns listade i Catalogue of Life.